# Maskinongé (municipalité)
Pour les articles homonymes, voir Maskinongé.
Maskinongé est une municipalité du Québec (Canada) située dans la municipalité régionale de comté de Maskinongé dans la région administrative de la Mauricie. Ses habitants sont des Maskinongeois et des Maskinongeoises.

## Toponymie
Maskinongé provient de l'algonquin et signifie brochet difforme. Une espèce de brochet porte d'ailleurs le nom de maskinongé (Esox masquinongy)

## Histoire

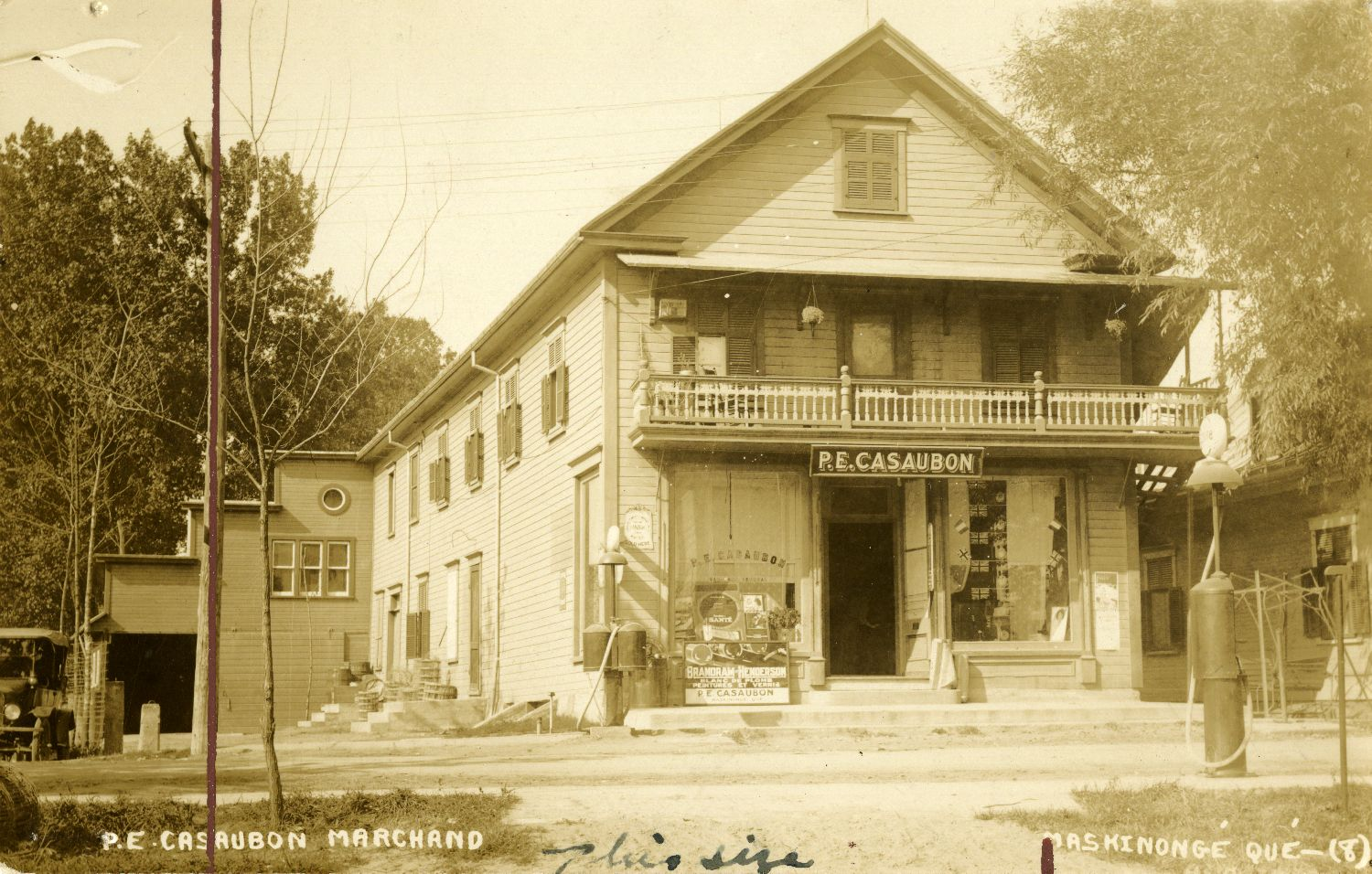
Un magasin à Maskinongé en 1910

Le 27 août 1991, la tornade de Maskinongé, une tornade de force 3, dévaste le village, laissant sur son passage une quarantaine de maisons complètement détruites, et des débris sur des kilomètres. Environ 15 personnes furent blessées, toutes légèrement, mais aucun décès ne fut à signaler,.
Le maire de Maskinongé, Michel Clément, décède en fonction, à l'âge de 55 ans, des suites d'un cancer le 17 décembre 2010, il était maire de Maskinongé depuis 2005. En attendant les élections municipales, c'est le maire suppléant, Roger Michaud qui exerce les fonctions de maire de la municipalité. Ce dernier a été officiellement élu maire lors d'une élection partielle, le 27 mars 2011, puis réélu le 3 novembre 2013 pour un mandat de quatre ans.

### Chronologie
- 29 octobre 1672 : Concession de la Seigneurie de Maskinongé.
- 24 avril 1700 : Fondation de Maskinongé par Joseph Petit Bruneau.
- 1er juillet 1855 : Constitution de la municipalité de paroisse de Saint-Joseph-de-Maskinongé lors du découpage original du Québec.
- 10 octobre 1931 : La partie urbaine se détache et prend le nom de municipalité de village de Maskinongé.
- 25 avril 2001 : Maskinongé et Saint-Joseph-de-Maskinongé se fusionnent et deviennent la municipalité de Maskinongé.

## Protection du territoire
La portion du territoire au sud de la route 138 fait partie de la réserve de la biosphère du Lac-Saint-Pierre. Le territoire de la municipalité comprend deux habitats fauniques, soit l'aire de concentration d'oiseaux aquatiques de la Baie Maskinongé (12,46 km2) et l'habitat du rat musqué de la Baie de Maskinongé (9,79 km2). De plus Maskinongé possède un écosystème forestier exceptionnel connu sous le nom de forêt rare du Lac-Saint-Pierre (1,79 km2).

## Géographie
La rivière Maskinongé traverse le centre de la municipalité du nord au sud pour se déverser dans Archipel du Lac Saint-Pierre. 
La rivière l'Ormière traverse la municipalité vers le sud-est jusqu'à sa confluence avec la rivière Maskinongé au centre de la municipalité.
La rivière du Bois Blanc traverse l'ouest de la municipalité du nord au sud où elle se jette dans Archipel du Lac Saint-Pierre.

## Démographie
| 1991  | 1996  | 2001  | 2006  | 2011  | 2016  | 2021  |
| ----- | ----- | ----- | ----- | ----- | ----- | ----- |
| 1 052 | 1 087 | 2 208 | 2 233 | 2 253 | 2 319 | 2 323 |

## Administration
Les élections municipales se font en bloc pour le maire et les six conseillers.
| Maskinongé Maires depuis 2005                                                                                        |                |         |          |
| Élection | Maire          | Qualité | Résultat |
| 2005 | Michel Clément |         | Voir     |
| 2009 | Michel Clément | Voir    |          |
| 2011 | Roger Michaud  |         | Voir     |
| 2013 | Roger Michaud  | Voir    |          |
| 2017 | Roger Michaud  | Voir    |          |
| 2021 | Roger Michaud  | Voir    |          |
| Élection partielle en italique Depuis 2005, les élections sont simultanées dans toutes les municipalités québécoises |                |         |          |

## Personnalités liées à la municipalité
- Marie-Anne Gaboury (1780-1875), née à Maskinongé, grand-mère de Louis Riel, et première femme de descendance européenne à voyager et à coloniser ce qui est maintenant l'ouest canadien.
- David Morrisson Armstrong (1805-1873), né à Maskinongé où il étudia à l'école anglaise. Député de Berthier à la Chambre d'assemblée du Canada-Uni (1841-1851). Conseiller de la division de Sorel au Conseil législatif du Canada-Uni (1855-1867). Conseiller de la division de Sorel au Conseil législatif de la province de Québec (1867-1873).
- Joseph-David Déziel (1806-1882) (Mgr), né à Maskinongé, prêtre, fondateur et «grand bâtisseur» de la ville de Lévis.
- Francois-Xavier Aubry (1824-1854), né dans la partie de Maskinongé devenue Saint-Justin en 1855, célèbre explorateur du Sud-Ouest des États-Unis. Voir: René Bergeron, «François-Xavier Aubry, héros de la conquête du Far West», Laval (Qc), 2000.
- Ferdinand Béland (1857-1945) (Mgr), né à Rivière-du-Loup en Haut (Louiseville aujourd'hui), Chancelier du diocèse des Trois-Rivières (1882-1899); curé de Sainte-Ursule (1899-1902), puis de Maskinongé (1902-1929), qui lui doit la construction du couvent des Sœurs des Saints Noms de Jésus et de Marie en 1922.
- Joseph-Étienne Guinard (1864-1965), né à Maskinongé, Oblat de Marie Immaculée, surtout connu pour son rôle d'évangélisateur auprès des Amérindiens de la Haute-Mauricie. Il est l'auteur du livre «Les noms indiens de mon pays ...» (1960). Ses mémoires furent publiés en 1980.
- Jean-Baptiste Lafrenière (1874-1912), né à Maskinongé, pianiste et compositeur, surnommé le Strauss canadien.
- Antonin Galipeault (1879-1971), né à Maskinongé, avocat, président de l'Assemblée nationale du Québec (1916-1919), ministre des Travaux publics et du Travail du Québec (1919-1930), Bâtonnier du Québec (1923-1924), juge puîné de la Cour d'appel du Québec (1930-1950), puis juge en chef de cette Cour (1950-1961). Le pont au centre du village porte son nom.
- Aimé Marchand (1883-1957), né à Maskinongé, avocat, juge en chef de la Cour de magistrat (1922-1926), juge de la Cour supérieure (1926-1942), puis de la Cour d'appel du Québec (1942-1955)
- Wilfrid Lebeau (1892-1990), né à Maskinongé, médaillé d'or de l'Ordre du mérite agricole du Québec, 1958
- Avellin Dalcourt (1906-1995), né à Maskinongé, médecin, maire de la ville de Louiseville (1961-1972)
- Jean Baron Lafrenière (1914-1999), né à Maskinongé, notaire, maire de Sainte-Agathe-des-Monts pendant 22 ans (1953-1960) (1965-1970)
- Georges Lemyre (1915-1992), né à Maskinongé, 1er médaillé d'argent de l'Ordre du mérite agricole du Québec, 1963
- Robert Baron Lafrenière (1924-2012), avocat, député fédéral de Québec-Montmorency (1958-1962), devenu ensuite juge de la Cour supérieure du Québec
- Normand Lemyre (1948- ), né à Maskinongé, médaillé d'or de l'Ordre du mérite agricole juvénile du Québec, 1966; Avocat général, Ministère de la Justice du Canada (2006-2016)